# سيدي العروسي
سيدي العروسي هي بلدة مغربية تقع غرب مدينة مراكش وتبعد عنها ب 50 كلم. المدينة تنتمي لإقليم الصويرة وتضم 13.203 نسمة (إحصاء 2004).